# Habenaria splendentior
Habenaria splendentior là một loài thực vật có hoa trong họ Lan. Loài này được Summerh. mô tả khoa học đầu tiên năm 1949.